# Todirostre de Wied
Hemitriccus nidipendulus
Espèce
Statut de conservation UICN

 LC  : Préoccupation mineure
Le Todirostre de Wied (Hemitriccus nidipendulus) est une espèce de passereau de la famille des Tyrannidae,.

## Systématique
Cet oiseau est représenté par deux sous-espèces selon la classification de référence du Congrès ornithologique international (version 9.1, 2019) :
- Hemitriccus nidipendulus nidipendulus (zu Wied-Neuwied, 1831) : centre-est du Brésil (Bahia) ;
- Hemitriccus nidipendulus paulistus (Hellmayr, 1914) : sud-est du Brésil (des États d'Espírito Santo et de Minas Gerais à celui de  São Paulo)[1],[2].

Il est ainsi nommé en hommage au prince Maximilian zu Wied-Neuwied.